# Reiki
Reiki (霊気?) es un tipo de medicina alternativa japonesa considerada como pseudoterapia englobada dentro de las «terapias de energía». Sus practicantes utilizan la imposición de manos o el toque terapéutico para desde las palmas transferir una «energía universal» (qì) hacia el paciente con el fin de promover la curación emocional o física. La existencia del qi nunca ha sido demostrada.
Las investigaciones clínicas no han encontrado ninguna evidencia de que el reiki sea efectivo como tratamiento para ninguna enfermedad, incluyendo el cáncer, neuropatía diabética, o ansiedad y depresión, por lo tanto, no debe reemplazar el tratamiento médico convencional. No hay pruebas de la eficacia de la terapia de reiki al ser comparada con placebos, y estudios que informaron efectos positivos han sido señalados por tener fallos metodológicos.
El reiki es una pseudociencia, y se utiliza como un ejemplo ilustrativo de pseudociencia en textos académicos y artículos de revistas académicas.

## Orígenes

### Historia

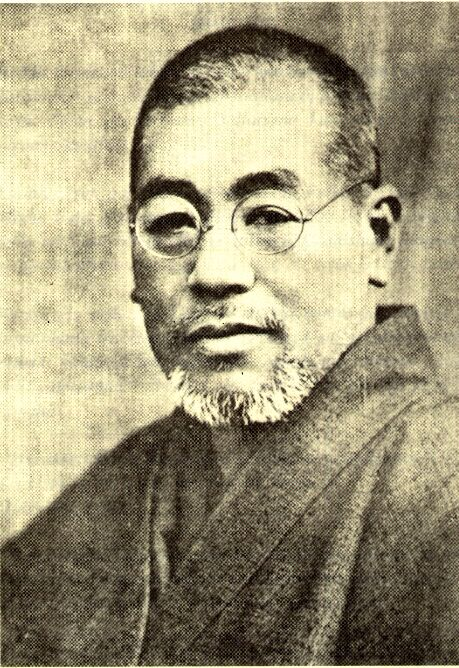
Mikao Usui臼 井 甕 男 (1865–1926)

Mikao Usui, inventor y fundador del reiki empezó a enseñar los cinco principios en 1922 al fundar la Sociedad de aprendizaje del método curativo Usui Reiki. Al parecer estos principios se obtuvieron de un libro llamado Kenzen no Genri (Principios de salud), escrito en 1914 por el Dr. Bizan Suzuki, amigo de Usui. Sus practicantes recitaban los principios una vez al día como si fuesen una oración o mantra, antes o después de meditar, y basaban su vida en ellos.
Mikao Usui afirmaba que el reiki no era invención suya, sino una técnica de sanación milenaria que él redescubrió tras alcanzar satori (estado máximo de iluminación y plenitud) durante un retiro espiritual en el monte Kurama de Kioto en 1922. Sin embargo no existe ninguna prueba de la práctica de reiki previamente a esta fecha.
Según la inscripción en su lápida, Mikao Usui enseñó su sistema de reiki a más de 2000 personas durante su vida. Mientras enseñaba reiki en Fukuyama, Usui sufrió un derrame cerebral y murió el 9 de marzo de 1926.
La primera clínica de reiki en los Estados Unidos fue iniciada en 1970 por Hawayo Takata, que fue estudiante de uno de los discípulos de Usui, Chūjirō Hayashi.
A partir de entonces diversas organizaciones y asociaciones de «maestros de reiki» se han formado alrededor del mundo como The Reiki Alliance en EE. UU. (1983), la Alianza Española de Reiki (1989), y la Federación Europea de Reiki Profesional (2000), las cuales siguen y transmiten las enseñanzas de Mikao Usui y sus discípulos Chūjirō Hayashi y Hawayo Takata creando diferentes corrientes o «linajes».
Actualmente el reiki es una de las prácticas de medicina alternativa y complementaria más utilizadas en el ámbito de hospitales y enfermeras, a pesar de la falta de evidencia que respalde su efectividad.

### Linaje
El linaje de reiki hace referencia a la cadena de iniciaciones o sintonizaciones que relaciona a un maestro de reiki con Mikao Usui, fundador del sistema. Se considera que sólo los maestros de reiki que ostentan un linaje concreto tienen la capacidad para iniciar a otros. Por su parte, los alumnos de los distintos niveles de reiki pertenecen o están asociados a uno o varios linajes según los maestros que hayan tenido. Un maestro de reiki puede tener varios linajes, por haber recibido la iniciación en maestría de diferentes maestros.

### Etimología
En japonés reiki se escribe comúnmente comoレイキen silabario katakana, o como 霊気 en Shinjitai. Se compone de las palabras Rei (霊 ‘espíritu, milagroso, divino’) y ki (気; qi ‘energía vital, la respiración de la vida, la conciencia’).
En la lengua japonesa reiki es un préstamo del lingqi chino 靈氣. Este língqì, 靈氣, se registró por primera vez en la sección "Entrenamiento interior" de Neiye (ca. 320 a. C.) del Guanzi, que describe las primeras técnicas de meditación taoísta.
Los diccionarios del chino al inglés ofrecen estas traducciones de lingqi:
- (De bellas montañas) atmósfera o influencia espiritual.[25]
- 1. Inteligencia, poder de entendimiento. 2. Fuerza o poder sobrenatural en los cuentos de hadas, poder o fuerza milagrosa.[26]
- 1. Influencia espiritual (de las montañas, etc.) 2. Ingenio, habilidad.[27]

La palabra compuesta japonesa tiene dos partes: rei (霊), que significa espíritu, alma, sobrenatural, milagroso, divino, cuerpo etéreo; y ki (気), que significa gas, aire, respiración, energía, fuerza, atmósfera, estado de ánimo, intención, emoción, atención. En este caso se usa con el significado del término chino qì (Wade-Giles "chi"): energía espiritual, energía vital, fuerza vital, energía de la vida. Los diccionarios del japonés al inglés ofrecen estas traducciones de reiki:
- Sensación de misterio.[28]
- Una atmósfera (sensación) de misterio.[29]
- Una atmósfera etérea (que prevalece en los sagrados recintos de un templo), (sensación, percepción de) una presencia espiritual (divina).[30]

Algunos autores occidentales traducen el término como ‘energía vital universal’. Si bien ki se traduce correctamente como ‘energía vital’, rei no tiene en ninguna acepción el significado de ‘universal’.
Según la traducción de Rika Saruhashi, el reiki es la fuerza natural que nos da vida o que hace funcionar el alma.

## Práctica y fundamentos
La práctica del reiki consiste en la acción de una persona, llamada emisor o canal que, a través de sus manos, transmite el qi (‘fuerza natural que nos da vida’) a un receptor, con el fin propuesto de sanar, paliar o eliminar molestias y enfermedades. Durante las sesiones se colocan las manos sobre la parte afectada (de forma similar a la imposición de manos) para «canalizar la energía» al cuerpo del receptor. No se da masaje sobre la zona ni se realiza ninguna intervención física.
Sus proponentes afirman que el reiki tiene múltiples efectos sobre el cuerpo y alegan que todas las patologías humanas responden positivamente al reiki, siendo este capaz de sanar afecciones físicas y emocionales como depresión, nerviosismo, insomnio, estrés, alergias, dolores crónicos, infecciones, disfunciones endocrinas, cáncer y curar quemaduras extensas sin dejar cicatrices, entre otras.
El episodio del podcast Skeptoid del 22 de abril de 2014 titulado "Los supuestos campos de energía de su cuerpo" relata el informe de un practicante de reiki de lo que estaba sucediendo mientras pasaba sus manos sobre el cuerpo de un sujeto: Lo que estamos buscando aquí, en el campo áurico de John, es cualquier area de calor intenso, frialdad inusual, una energía que nos repela, energía densa, energía magnetizante, sensación de cosquilleo, o de hecho el cuerpo atrayendo las manos hacia esa area donde necesita la energía de reiki, y el balancear del qi de John. Al evaluar estas afirmaciones, el autor y escéptico científico Brian Dunning declaró:
"...su aura, su qi, su energía de reiki. Ninguna de estas tienen una contraparte en el mundo físico. Aunque intentó describir sus propiedades como calor o magnetismo, esas propiedades ya están ocupadas por... bueno, calor y magnetismo. No hay propiedades atribuibles al campo misterioso que ella describe, por lo tanto no se puede decir que exista."

### Teoría
Según sus practicantes, el reiki es un sistema de armonización natural que utiliza la «energía vital universal» para tratar enfermedades y desequilibrios físicos, mentales y emocionales. Esto se logra, según sus proponentes, al lograr que los practicantes de reiki comprendan que todos tienen la capacidad de conectarse con su propia energía curativa y usarla para fortalecer la energía en sí mismos y ayudar a los demás. Se cree que el qi o energía de una persona debe ser fuerte y fluir libremente. Cuando esto es cierto, el cuerpo y la mente de una persona se encuentran en un estado de salud positivo. Cuando la energía se debilita o se bloquea, puede provocar síntomas de desequilibrio físico o emocional, el cual puede ser restaurado por el emisor durante la práctica del reiki.
Los proponentes del reiki afirman que alteraciones en la energía qi influyen decisivamente en la salud de las personas. Algunos incluso las consideran como única causa de la enfermedad, lo que contradice casi todos los conocimientos científicos sobre las enfermedades (teoría microbiana, traumatismos, trastornos genéticos).
Las enseñanzas y los seguidores de reiki afirman que el qi es fisiológico y puede manipularse para tratar una enfermedad o afección. Sin embargo, la existencia de qi no ha sido establecida por investigaciones médicas. Por tanto, el reiki es una teoría pseudocientífica basada en conceptos metafísicos.
Más allá de su aspecto terapéutico, que Mikao Usui aseguró haber descubierto por casualidad, el reiki se postula como una disciplina o camino espiritual (Dō en japonés, Tao en chino).
- Wikisource contiene obras originales de o sobre [[s::Memorial a las virtudes de Usui Sensei|]]., donde se afirma: «el principal objetivo de este Rei Ho (método misterioso), no es sanar las enfermedades físicas. Su propósito último está en cultivar el corazón para mantener el cuerpo sano a través del poder misterioso del Universo, Rei No, que se nos otorga para disfrutar de los buenos actos de la vida». Es por ello que Mikao Usui legó a sus alumnos estos cinco principios y los estableció como norma de vida:

El arte secreto de invitar a la felicidad.
La medicina milagrosa para todas las enfermedades.

Sólo por hoy ( Kyō ō dake wa - 今日 大 けは)...

No te enojes (Okoru na - 怒るな).

No te preocupes (Shinpai su na - 心配すな).

Sé agradecido (Kan sha shite - 感 謝 して).

Trabaja con diligencia (Gyō o hake-me - 業 を はけ め).

Sé amable con las personas (Hito ni shinsetsu ni - 人に 親切に).

Recítalo mentalmente o en voz alta con las manos en Gassho.
Por la mañana y por la noche.
Mejora de cuerpo y mente Usui Reiki Ryoho.

Fundador, Mikao Usui.

## Efectividad
Estudios científicos demuestran que el reiki no es útil para tratar ninguna enfermedad o dolencia.
La existencia del mecanismo propuesto para el reiki, el qi o energía de la "fuerza vital", no se ha demostrado científicamente. La mayoría de las investigaciones sobre reiki están pobremente diseñadas y son propensas a sesgos y no hay evidencia empírica confiable de que el reiki sea útil para tratar ninguna condición médica.
Aunque algunos médicos han dicho que podría ayudar a promover el bienestar general[cita requerida]. En 2011, William T. Jarvis del Consejo Nacional Contra los Fraudes en la Salud de EE. UU declaró que "no hay evidencia de que los efectos del reiki se deban a otra cosa que no sea la sugestión o al efecto placebo."
El reiki postula la existencia de una energía mística, no detectable ni medible de forma objetiva, por lo que la posición de la comunidad científica es que su único posible efecto sobre la salud es el atribuible al placebo, la evolución natural de la enfermedad y a la relajación. Por tanto, el consenso científico es que es una pseudociencia sin ninguna base real. Al igual que la mayoría de pseudomedicinas que no implican una manipulación física (homeopatía, toque terapéutico, etc.), no conlleva un daño directo para la salud, pero tampoco ofrece beneficio alguno y existe el peligro de que el paciente abandone o retrase la aplicación del tratamiento médico, con el consiguiente perjuicio para su salud y en ocasiones, el requerido desembolso económico. Los seguidores del reiki lo consideran terapia complementaria, pero su eficacia no está científicamente demostrada, ni existen mecanismos plausibles para su funcionamiento.
En 1996, una niña de 9 años, Emily Rosa, demostró con un sencillo experimento que los practicantes de una variante occidental del reiki que se ha colado en la Sanidad estadounidense son incapaces de detectar la energía vital que dicen manipular. Los sanitarios que practican el toque terapéutico aseguran que curan enfermedades limpiando un supuesto campo energético humano mediante pases de manos a pocos centímetros del cuerpo. Como en el reiki hay una energía de por medio, la niña se planteó averiguar si los sanadores detectaban realmente algún tipo de energía o solo creían hacerlo y esa energía no existe en realidad. Veintiún practicantes del toque terapéutico se sometieron a la prueba. La niña en edad escolar y el sanador se sentaban a una mesa, enfrentados y separados por un cartón a modo de biombo. En la base de este, dos agujeros permitían que las manos del terapeuta pasaran al otro lado, apoyadas sobre la mesa y con las palmas hacia arriba; pero el cartón impedía que viera nada. La niña echaba entonces una moneda al aire para decidir sobre qué mano del sujeto pondría una de las suyas, preguntaba al sanador cuál de sus manos percibía un campo energético humano y lo apuntaba todo en el cuaderno. Los terapeutas acertaron en 123 (44%) de 280 intentos, lo esperado por azar. Dos años después la niña publicó los resultados de su investigación en la prestigiosa revista de la Asociación Médica Americana, dejando claro que el toque terapéutico o reiki no funciona más allá del azar o el placebo.

### Evaluación académica
El reiki es utilizado frecuentemente como ejemplo ilustrativo de pseudociencia en textos académicos y artículos de revistas académicas.
Al criticar a la Universidad Estatal de Nueva York por ofrecer un curso de educación continua sobre reiki, una fuente afirmó que "el reiki postula la existencia de una energía universal desconocida para la ciencia y hasta ahora indetectable que rodea al cuerpo humano, cuyos practicantes pueden aprender a manipular utilizando su manos". Asimismo, otros afirmaron que "A pesar de su difusión [del reiki], el mecanismo de acción de línea de base no ha sido demostrado..." y  que "ni las fuerzas involucradas ni los supuestos beneficios terapéuticos han sido demostrado en pruebas científicas".
En 2003, el catedrático en medicina alternativa Edzard Ernst publicó una revisión sistemática sobre las terapias basadas en la "sanación a distancia". La sanación a distancia se define como la interacción entre un individuo (el sanador) y otro (el enfermo) en la cual el sanador cura al enfermo a distancia, sin contacto directo. Dentro de este tipo de sanación se encuentra la "sanación energética", la curación a través de la fe, el rezo, la sanación espiritual y el toque terapéutico. La revisión se centró en evaluar la metodología utilizada por los estudios que habían puesto a prueba este tipo de sanación, concluyendo que aquellos estudios cuyos resultados son positivos han llevado a cabo alguna trampa metodológica. Los estudios que han seguido las pautas rigurosas del método científico (aleatorización, doble ciego y comparación con grupos placebo) muestran que este tipo de terapias tienen una eficacia nula, y ningún resultado positivo supera al de utilizar un placebo.
En 2008, el grupo de investigadores de Edzard Ernst publicó otra revisión sistemática centrada especialmente en los efectos del Reiki. La conclusión que se deriva de los datos analizados hasta la fecha siguió siendo la misma: el reiki no es efectivo para tratar ninguna condición.
Múltiples autores han señalado la energía vitalista que se dice es manipulada por el reiki, diciendo: "Irónicamente, lo único que distingue al reiki del toque terapéutico es que [el reiki] implica tocar realmente." Y otros han afirmado que el Centro Internacional de Entrenamiento de Reiki "imita los aspectos institucionales de la ciencia" buscando legitimidad, pero no es más prometedor que una sociedad alquímica.
Una directriz publicada por la Academia Estadounidense de Neurología, la Asociación Estadounidense de Medicina Neuromuscular y Electrodiagnóstica y la Academia Estadounidense de Medicina Física y Rehabilitación establece que "la terapia de Reiki no debería considerarse para el tratamiento de la neuropatía diabética dolorosa".
La socióloga canadiense Susan J. Palmer ha incluido el reiki entre los métodos de curación pseudocientíficos utilizados por las sectas en Francia para atraer miembros.

### Calidad de la evidencia
Una revisión sistemática de 2008 de nueve ensayos clínicos aleatorios encontró múltiples deficiencias en la literatura académica acerca del reiki. Dependiendo de las herramientas utilizadas para medir la depresión y la ansiedad, los resultados eran variables y no resultaron confiables ni válidos. Además, la comunidad científica no ha podido replicar los hallazgos de los estudios que apoyan el reiki. La revisión también encontró problemas en la metodología de presentación de informes en parte de la literatura, ya que a menudo se omitían partes por completo o no se describían claramente. Con frecuencia, en estos estudios, no se calculaban los tamaños de las muestras y no se siguieron los procedimientos adecuados de asignación y doble ciego. La revisión también informó que tales estudios exageraron la efectividad del tratamiento y no hubo control sobre las diferencias en el nivel de experiencia de los practicantes de reiki e incluso el mismo practicante en ocasiones produjo resultados diferentes. Ninguno de los estudios de la revisión proporcionó una justificación para la duración del tratamiento y ningún estudio informó sobre efectos adversos.
Aunque existen algunos estudios que sugieren que el reiki puede influir en la salud de los pacientes, estos suelen adolecer de fallos metodológicos y no cuentan con evidencias contrastables acerca de ningún tipo de efecto real.

## Riesgos y seguridad
Las preocupaciones relacionadas con la seguridad y riesgos derivados directamente de las sesiones de reiki son muy bajas y en este sentido similares a las de muchas prácticas de medicina complementaria y alternativa. Algunos médicos y proveedores de atención médica, sin embargo, afirman que se corre el riesgo de que los pacientes puedan sustituir o retrasar sin consejo adecuado, tratamientos probados para afecciones potencialmente mortales con modalidades alternativas no probadas, incluido el reiki, lo que pone en riesgo su salud.
Por su parte, los "maestros de reiki" afirman que el reiki no tiene contraindicaciones porque "sabe en todo momento qué debe hacer, cómo debe actuar, dónde debe dirigirse y en ningún caso actuará negativamente."

## Capacitación, certificación y adopción
No existe una autoridad central que controle el uso de las palabras "reiki" o "maestro de reiki". Asimismo certificados en este sentido se pueden comprar en línea por menos de 100 dólares estadounidences, y no es inusual que un curso ofrezca la certificación como "maestro de reiki" en dos fines de semana. En los Estados Unidos, como en otros países, no existe una regulación oficial de practicantes o maestros de reiki.
The Washington Post informó en 2014 que, en respuesta a la demanda de los clientes, al menos 60 hospitales en los Estados Unidos ofrecían reiki, a un costo de entre $40 y $300 por sesión.
Cancer Research UK informó en 2019 que algunos centros oncológicos y hospicios en el Reino Unido ofrecen reiki gratuito o de bajo costo para personas con cáncer.
Debido a su falta de base científica, existe aún una amplia oposición a la incorporación del reiki a los sistemas públicos de salud y no existe ninguna titulación oficial reconocida por las autoridades sanitarias ni educativas de ningún país. A pesar de ello, en algunos hospitales españoles se usa como terapia complementaria. Algunos servicios públicos de sanidad, como el National Health Service (NHS) del Reino Unido, o el Centro Nacional de Medicina Complementaria y Alternativa (NCCAM) de los EE. UU. informan a sus pacientes sobre el reiki y lo ofrecen como terapia complementaria. El uso de fondos públicos para financiar tratamientos no probados, genera una gran polémica en estos países.

## Reiki y religiones
Algunos expertos en sectas y New Age han manifestado sus dudas acerca de que la terapia reiki sea compatible con el cristianismo.
En marzo de 2009, el Comité de Doctrina de la Conferencia de Obispos Católicos de los Estados Unidos emitió el documento Lineamientos para evaluar el reiki como una terapia alternativa (Guidelines for Evaluating Reiki as an Alternative Therapy), en el que declaraban que la práctica del reiki se basa en la superstición, no siendo ni una verdadera curación por la fe ni una forma de medicina basada en la ciencia. Con ello afirmaron que el reiki era incompatible con la espiritualidad cristiana ya que implicaba la creencia en un poder humano sobre la curación en lugar de la oración a Dios, y que, visto como un medio natural de curación, carecía de credibilidad científica. La directriz de 2009 concluyó que "dado que la terapia de reiki no es compatible ni con la enseñanza cristiana ni con la evidencia científica, sería inapropiado que las instituciones católicas, tales como las instalaciones de atención médica católica y los centros de retiro, o las personas que representan a la Iglesia, como los capellanes católicos, promuevan o brinden apoyo a la terapia de reiki". Desde este anuncio, algunos católicos han continuado practicando reiki, pero este ha sido retirado de muchos hospitales católicos y otras instituciones.
En un artículo de diciembre de 2014 del Comité de Adoración Divina de la USCCB sobre el exorcismo y su uso en la Iglesia, el reiki aparece como una práctica "que puede haber afectado el estado actual de la persona afligida".
El reiki originalmente se creó en un ámbito donde las dos religiones predominantes eran al igual que hoy día en Japón, el sintoísmo y el budismo.